# كارلوس مونيوث (ممثل)
كارلوس مونيوث (بالإسبانية: Carlos Muñoz)‏ هو ممثل إسباني، ولد في 3 أبريل 1919 بفيغو في إسبانيا، وتوفي في 15 أبريل 2005 بمدريد في إسبانيا.

## وصلات خارجية
- كارلوس مونيوث على موقع IMDb (الإنجليزية)
- كارلوس مونيوث على موقع أول موفي (الإنجليزية)
- كارلوس مونيوث على موقع قاعدة بيانات الفيلم (الإنجليزية)